# Meike Kamp
Meike Kamp (* 1975 in Berlin) ist eine deutsche Verwaltungsjuristin. Sie ist seit 2022 die Berliner Beauftragte für Datenschutz und Informationsfreiheit.

## Leben

### Ausbildung
Meike Kamp studierte Rechtswissenschaften und Rechtsinformatik in Göttingen, Hannover sowie Stockholm und absolvierte das Rechtsreferendariat in Wuppertal und im Office of the Privacy Commissioner in Sydney. Das erste sowie zweite Staatsexamen legte sie in Hannover respektive Düsseldorf ab.

### Laufbahn
Kamp war dann ab 2005 zunächst beim Unabhängigen Landeszentrum für Datenschutz Schleswig-Holstein tätig, wo sie von 2007 bis 2010 die Funktion einer Referatsleiterin innehatte, zuletzt für den Datenschutz im nichtöffentlichen Bereich. Kamp wechselte anschließend 2010 zum Berliner Beauftragten für Datenschutz und Informationsfreiheit und wurde dort 2016 erneut Referatsleiterin. Hier war sie hauptsächlich mit Fragen des internationalen Datenverkehrs befasst. Im Anschluss war sie von 2019 bis November 2022 Referentin und Sitzungsvertreterin im Bundesrat für Justiz, Inneres und Sport beim Bevollmächtigten der Freien Hansestadt Bremen beim Bund.
Kamp wurde am 6. Oktober 2022 vom Abgeordnetenhaus von Berlin zur Berliner Beauftragten für Datenschutz und Informationsfreiheit gewählt. Sie wurde von den Fraktionen von Bündnis 90/Die Grünen, SPD und Die Linke aufgestellt. Ihre Ernennung durch den Präsidenten des Abgeordnetenhauses sowie ihr Amtsantritt erfolgten am 15. November 2022.